# Jake Dengel
Jake Dengel (* 19. Juni 1933 in Oshkosh, Wisconsin; † 14. November 1994 in Sherman Oaks, Kalifornien), geboren als Jacob Paul Dengel, war ein US-amerikanischer Schauspieler, der von 1960 bis 1993 auf der Bühne und vor der Kamera aktiv war.

## Leben
Dengel war der Sohn von Laura A. Steinert und Jacob J. „Jake“ Dengel und wurde in Oshkosh im US-Bundesstaat Wisconsin geboren.
Seine Karriere begann unmittelbar nach seinem Abschluss an der Northwestern University, als Sir John Gielgud ihn für die Rolle des Puck in A Midsummer Night’s Dream beim Ontario Shakespeare Festival auswählte. 1960 folgte sein Debüt auf der großen Bühne in einer Rolle in The Fantasticks am Sullivan Street Playhouse. Von 1965 bis 1973 spielte er in insgesamt fünf Broadway-Produktionen in New York City. Er war auch in zahlreichen anderen Bühnenproduktionen am Off-Broadway und außerhalb New Yorks zu sehen. So spielte er 1973 beim Williamstown Theatre Festival, 1976 auf der Freilichtbühne des Delacorte Theaters im Central Park während des New York Shakespeare Festivals und 1986 in Tribeca. Er war in über einhundert Produktionen des Joseph Papp Public Theater, des Circle Rep und des Ensemble Studio Theater zu sehen. Einen letzten Auftritt auf der Bühne hatte er an der Seite von Judd Hirsch im Zwei-Mann-Stück Conversations With My Father am Doolittle Theater.
Erstmals vor der Kamera war er 1964 im Fernsehfilm Twelfth Night (Was ihr wollt) zu sehen, einer Filmadaption des gleichnamigen Stücks von William Shakespeare. Es folgten zahlreiche Rollen in Filmen und in Fernsehserien. So spielte er 1987 den Ferengi Mordoc in der Folge Der Wächter der Fernsehserie Raumschiff Enterprise – Das nächste Jahrhundert. Zuletzt hatte er 1993 einen Auftritt im Film Rivalen des Glücks – The Contenders. Im deutschen Sprachraum wurde Dengel unter anderem von Wolfgang Gruner, Wilfried Herbst, Andreas Mannkopff, Arnold Marquis, Bruno W. Pantel, Eberhard Prüter, Wolfgang Spier, Peter Thom, Santiago Ziesmer und Harry Wüstenhagen synchronisiert.
Dengel starb im Alter von 61 Jahren an den Folgen einer Krebserkrankung und seine sterblichen Überreste wurden eingeäschert.

## Filmografie (Auswahl)
- 1964: Twelfth Night (Fernsehfilm)
- 1977: Einsatz in Manhattan (Fernsehserie)
- 1981: Ragtime
- 1983: Cagney & Lacey (Fernsehserie)
- 1983: Das Böse kommt auf leisen Sohlen
- 1983: T. J. Hooker (Fernsehserie)
- 1984: Hardcastle & McCormick (Fernsehserie)
- 1984: Angriff ist die beste Verteidigung
- 1984: His Mistress (Fernsehfilm)
- 1986: Rocket Man – Der Beste aller Zeiten
- 1986: Auf kurze Distanz
- 1986: Lime Street (Fernsehserie)
- 1986: Polizeirevier Hill Street (Fernsehserie)
- 1987: Harrys wundersames Strafgericht (Fernsehserie)
- 1987: L.A. Law – Staranwälte, Tricks, Prozesse (Fernsehserie)
- 1987: Raumschiff Enterprise – Das nächste Jahrhundert (Fernsehserie)
- 1987: Wolfsmilch
- 1988: Der gnadenlose Jäger (Fernsehfilm)
- 1989: Unter der Sonne Kaliforniens (Fernsehserie)
- 1989: Manhunt – Eine Stadt jagt einen Mörder (Fernsehfilm)
- 1990: Mord nach Plan (Miniserie)
- 1990: Heißes Erbe Las Vegas (Miniserie)
- 1990: Rollerboys
- 1991: Bloodsucking Pharaohs in Pittsburgh
- 1991: Keiner kommt hier lebend raus
- 1992: Lady Boss (Miniserie)
- 1992: Gut gezielt ist halb getroffen (Fernsehfilm)
- 1993: Rivalen des Glücks – The Contenders

## Theater (Auswahl)
- 1960: The Fantasticks (Sullivan Street Playhouse)[4]
- 1963: Abe Lincoln in Illinois (Anderson Theatre)[4]
- 1964: The Tragical Historie of Doctor Faustus (Phoenix Theatre)[4]
- 1965–1966: The Royal Hunt of the Sun (ANTA Playhouse, Broadway, New York City)[5]
- 1969: Cock-A-Doodle Dandy (Lyceum Theatre, Broadway, New York City)[5]
- 1969: Hamlet (Lyceum Theatre, Broadway, New York City)[5]
- 1971: The Trial of the Catonsville Nine (Lyceum Theatre, Broadway, New York City)[5]
- 1972: The Changing Room (Long Wharf Theatre, New Haven, Connecticut)[1]
- 1973: The Changing Room (Williamstown Theatre Festival, Williamstown, Massachusetts)[1]
- 1973: The Changing Room (Morosco Theatre, Broadway, New York City)[5]
- 1974: Where Do We Go From Here? (Joseph Papp Public Theater - Newman Theater)[4]
- 1976: Cakes With the Wine (Playwrights Horizons - Judy Theater)[4]
- 1976: Measure for Measure (Delacorte Theater)[4]
- 1976: Woyzeck (Joseph Papp Public Theater - Martinson Hall)[4]"
- 1977: Ulysses in Traction (Circle Theatre)[4]
- 1977: Endgame (Roundabout Stage I - 23rd Street Theater)[4]
- 1978–1979: Marriage (Tyrone Guthrie Theater, Minneapolis, Minnesota)[1]
- 1980: Twelfth Night (Circle Theatre)[4]
- 1981: The Beaver Coat (Circle Theatre)[4]
- 1981: Translations (Stage 73)[4]
- 1982: The Great Grandson of Jebediah Kohler[4]
- 1986: Quiet in the Land (BMCC Tribeca Performing Arts Center – Triplex Theater)[4]
- 1986: Caligula (BMCC Tribeca Performing Arts Center – Triplex Theater)[4]
- 1986: The Mound Builders (BMCC Tribeca Performing Arts Center – Triplex Theater)[4]